# Elie Huin
Elie Huin is een Frans historisch merk van motorfietsen.
De bedrijfsnaam was: Ets. Elie Huin, Clermont-Ferrand.
Elie Huin leverde aan het einde van de jaren vijftig lichte motorfietsen waarvoor men de rijwielgedeelten zelf ontwikkelde, maar die werden voorzien van inbouwmotoren van 125- en 250 cc, zowel twee- als viertakten, die werden gekocht bij Ydral-, AMC en andere fabrikanten.